# Stanisław Skarżyński
Stanisław Jakub Skarżyński (Warta, 1 de maio de 1899 — Mar do Norte, 26 de junho de 1942) foi um tenente-coronel da Força Aérea Polaca que se tornou famoso internacionalmente, por seu voo solo transatlântico do Senegal ao Brasil, em 1933.

## Biografia
Skarżyński era o filho de Władysła Skarżyński e Wacława Kozłowski. De 1908 a 1914 ele frequentou a Escola de Economia de Kalisz, onde atuou em organizações estudantis para a independência da Polônia.
Nos anos de 1916 e 1917 foi membro da Organização Militar Polonesa, organização embrionária do exército polonês. E em novembro de 1918, como voluntário do recém criado exército polonês, comandou ações de desarmamento de soldados alemães na libertação da cidade de Warta.
A seguir, em 1919, lutou na Guerra Polaco-Soviética integrando o 29° Regimento de Fuzileiros - Kaniowskich, onde foi promovido a segundo-tenente. Nesse conflito foi baleado nas costas, mas após se recuperar, voltou para a frente de combate.
Em 16 de agosto de 1920, na Batalha de Radzymin, foi gravemente ferido na perna; sendo então condecorado com Cruz de Prata da Ordem da Virtude Militar. E embora tenha conseguido escapar da deficiência física, ficou manco, e incapacitado de permanecer na infantaria. Skarżyński voltou-se então para a carreira da aviação, única chance de permanecer nas forças armadas.

## Piloto militar
Skarżyński formou-se piloto em 1925 e foi transferido para o 1° Regimento de Aviação, em Varsóvia. Em 1 de janeiro de 1927 foi promovido ao posto de capitão; tendo comandado o 12° Esquadrão de Aviação, de junho de 1928 a janeiro de 1930. Nessa época realizou estágio na Força Aérea Romena, e adquiriu gosto por voos de longos percursos. Em janeiro de 1934 foi promovido a major. E em 1938 a tenente-coronel, assumindo o subcomandante do 4° Regimento de Aviação, em Torun. Com o seu falecimento, em 26 de junho de 1942, foi promovido pós-morte ao posto de coronel.

### Raide ao redor daÁfrica
Entre 1 de fevereiro e 5 de maio de 1931, juntamente com Andrzej Markiewicz,
tornou-se mundialmente conhecido por realizar um raide ao redor da África, com um avião PZL Ł.2, de fabricação polonesa. Nesse voo a aeronave cobriu a distância de 25.770 km; percorrendo a rota: Varsóvia, Belgrado, Atenas, Cairo, Cartum, Kisumu, Abercon, Elisabethville (Lubumbashi), Luebo, Leopoldville (Kinshasa), Lagos, Abidjan, Bamako, Dakar, Porto Etienne (Nouadhibou), Agadir, Villa Cisneros (Dakhla), Casablanca, Alicante e Paris.

### Travessia doOceano Atlântico

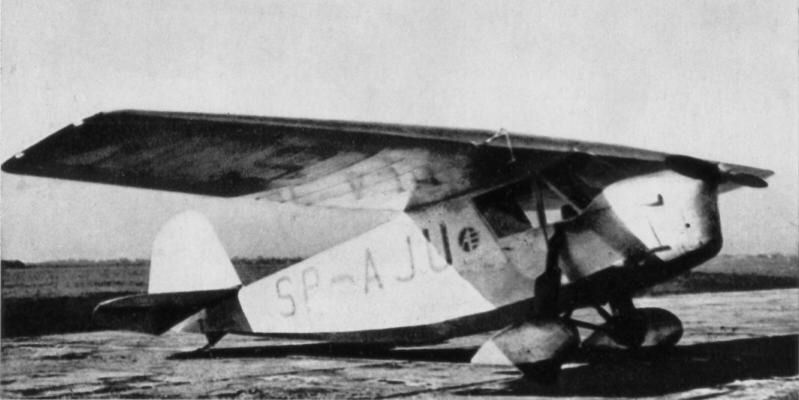
Aeronave RWD-5bis de Stanisław Skarżyński.

Em maio de 1933, em um pequeno monomotor adaptado, RWD-5BIS (SP-AJU), iniciou a travessia do Oceano Atlântico, da costa oeste da África, Saint-Louis, Senegal, até Maceió, em Alagoas, Brasil.
O voo se iniciou às 23h00min do dia 7 de maio, e durou vinte horas (das quais dezessete horas e quinze minutos foram sobre o oceano). No total foram percorridos 3 582 km, na época um recorde de distância internacional para aviões particulares, Classe II (com peso vazio de 450 kg). Por este feito recebeu em 1936, da Federação Aeronáutica Internacional (FAI), a Medalha Louis Blériot, concedida pelo recorde de velocidade e vôo de longa distância por uma aeronave leve.
A seguir, de abril a junho de 1933, Skarżyński estendeu sua rota ao sul do continente. No Brasil visitou muitas cidades, e esteve em Curitiba de 29 de maio a 9 de julho;
sendo então recebido com grande entusiasmo pela comunidade polaca (a mais numerosa do país). Seguiu em direção ao Rio Grande do Sul, e depois a Buenos Aires, na Argentina; tendo percorrido em voo um total de 18 305 km. Posteriormente, em agosto de 1933, retornou à Europa de navio.

## Segunda Guerra Mundial
Com a eclosão da Segunda Guerra Mundial em agosto de 1939, Skarżyński foi nomeado chefe do Estado Maior do Quartel-general da Força Aérea, responsável pela defesa aérea da região da Pomerânia.
Com a capitulação da Polônia em 1940, como muitos outros pilotos, conseguiu se evadir para a França através da Romênia; onde auxiliou na reorganização de uma nova força aérea polonesa.
Após a queda da França, fugiu para a Grã-Bretanha, onde foi nomeado comandante da escola de pilotos poloneses em Newton. A seu pedido, foi transferido para missões de combate na Base Aérea de Lindholme, como comandante do 305° Esquadrão Polonês de Bombardeiros.
Skarżyński morreu à meia-noite do dia 26 de junho de 1942 quando regressava de grande ataque a Bremen, Alemanha, voando como piloto na tripulação de um bombardeiro Wellington Vickers Mk II.
Devido danos sofridos, a aeronave realizou um pouso de emergência no Mar do Norte, e Skarżyński se afogou. Seu corpo foi encontrado e enterrado no cemitério de soldados aliados da cidade de West-Terschelling, na ilha de Terschelling, Holanda.

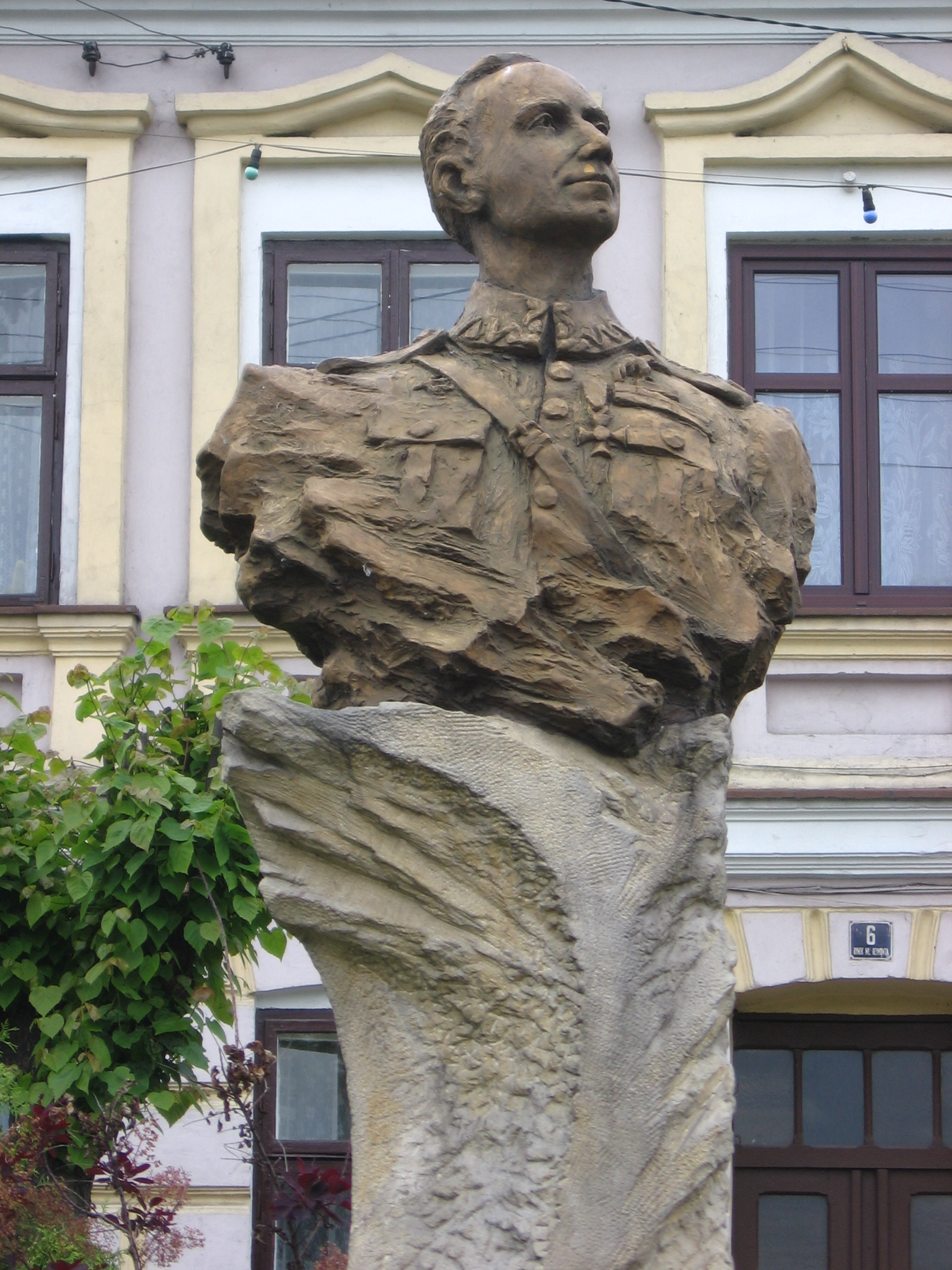
Monumento ao Coronel Stanisław Skarżyński em Warta, Polônia.

## Condecorações
- Cruz de Prata da Ordem Virtuti Militari
- Comendador da Ordem da Polônia Restituta
- Cruz da Ordem do Renascimento Polonês
- Cruz da Independência Polonesa
- Cruz de Valour
- Cruz de Mérito (Ouro)
- Cruz de Mérito (Prata)
- Ordem da Coroa da Romênia
- Oficial da Ordem do Cruzeiro do Sul
- Cavaleiro da Legião de Honra da França
- Ordem do Mérito da República da Hungria
- Medalha Louis Blériot